# Ermida de São Salvador

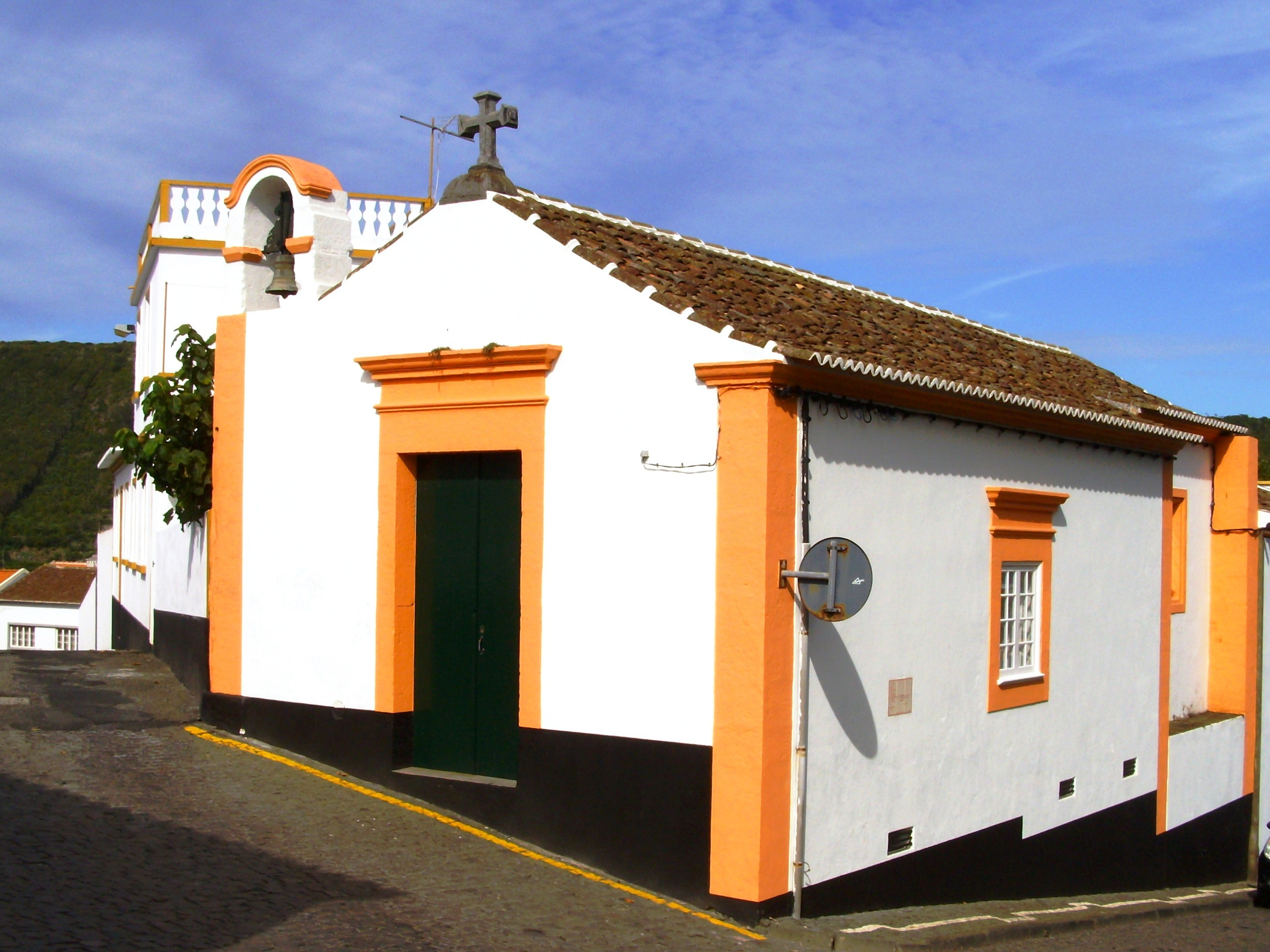
Ermida de São Salvador, Praia da Vitória.

A Ermida de São Salvador localiza-se na freguesia de Santa Cruz, concelho de Praia da Vitória, na ilha Terceira, nos Açores.

## História
A sua construção remonta a 1560.
Encontra-se classificada pelo Inventário do Património Histórico e Religioso da Praia da Vitória. Atualmente pertence à Igreja Matriz da Praia da Vitória.

## Características
Apresenta o corpo prinmcipal com planta no formato retangular. Internamente apresenta capela-mor também de planta retangular e um pouco mas mais estreita que o corpo principal, e sacristia contígua à fachada lateral esquerda da capela-mor.
A fachada principal é rasgada por uma porta ao centro, encimada por uma cruz no topo da cumeeira. Do lado esquerdo da ermida, ao nível da cobertura, há um campanário formado por um arco em pedra caiada e que dispõem de um sino.
A capela-mor reflete-se na fachada lateral direita através de um recuo em relação ao corpo principal da ermida, ficando, desta forma, o soco e o cunhal salientes. O edifício encontra-se rebocado e pintado de branco. O soco, os cunhais, a cornija e as molduras dos vãos são em cantaria pintada de cor escura. Os vãos são encimados por duplo lintel e cornija. A cobertura apresenta-se com duas águas em telha de meia-cana tradicional dos Açores e é rematada por beiral simples. A cobertura da sacristia apresenta só uma água.